# Museu de Artes Plásticas Quirino da Silva
O Museu de Artes Plásticas Quirino da Silva (MAP) é uma instituição pública municipal, localizada na cidade de Mococa, em São Paulo. Abriga um acervo de aproximadamente 400 peças, entre pinturas, desenhos, gravuras e esculturas de importantes nomes do modernismo e da arte contemporânea brasileira. Nas áreas museológica e pedagógica, o museu realiza exposições temporárias, mantém cursos gratuitos de desenho, pintura e história da arte, além de uma biblioteca especializada. O nome da instituição é uma homenagem ao artista plástico Quirino da Silva, um dos fundadores do museu.

## Histórico
O “Museu de Artes Plásticas de Mococa” foi fundado em 9 de setembro de 1972, por iniciativa do pintor e professor Carlos Alberto Paladini, do jornalista Edgard Freitas e do artista plástico e crítico de arte Quirino da Silva, amparados pelo suporte político de Francisco Coelho de Morais, prefeito da cidade à época. Quirino da Silva foi o principal responsável pela formação do acervo, divulgando a iniciativa e solicitando doações de obras de arte no meio artístico paulistano, antes mesmo da abertura do museu. Foram recebidas doações exponenciais, ofertadas por personalidades como Assis Chateaubriand e instituições como o Museu de Arte Moderna de São Paulo, além de um conjunto de esculturas de Bruno Giorgi, doadas pelo próprio artista.
Em 3 de dezembro de 1981, o museu teve seu nome alterado por decreto para “Museu de Artes Plásticas Quirino da Silva”, em homenagem ao principal incentivador da instituição, morto em agosto daquele ano. Atualmente, o MAP encontra-se instalado em um espaço de 410 metros quadrados, no primeiro pavimento da Câmara Municipal) de Mococa. Além do acervo permanente, possui sala para exposições temporárias, laboratório de fotografia, espaço para ações educativas e culturais e uma biblioteca especializada em artes visuais. O MAP realiza bienalmente o "Salão de Artes Plásticas de Mococa".

## Acervo
O acervo do Museu de Artes Plásticas Quirino da Silva é composto por cerca de 400 peças, em sua maioria pinturas, desenhos, gravuras e esculturas. Constituído por doações de diversos artistas e colecionadores particulares, o acervo, embora pequeno, é notório por apresentar obras de grandes nomes da arte moderna e contemporânea brasileira. Estão representados Tarsila do Amaral, Flávio de Carvalho, Lívio Abramo, Clóvis Graciano, Flávio Mota, Francisco Rebolo, Glauco Pinto de Moraes, Renina Katz, Emanoel Araújo, Antônio Henrique do Amaral, Rafael Galvez, Walter Levy e Octávio Araújo, entre outros. Merecem destaque os conjuntos de obras de Quirino da Silva e de esculturas de Bruno Giorgi.
Também estão presentes no acervo obras de pintores naïf, incluindo várias telas de José Coimbra, além de um pequeno núcleo de imaginária do período colonial e obras de artistas contemporâneos estrangeiros, como Miodrag Djordevic e Mitsutake Kogue.